# Pardina
Pardina ist eine Weißweinsorte aus Italien. Die Neuzüchtung entstand 1932 aus einer Kreuzung der Sorten Black Monukka × Citronelle. Züchter war Alberto Piròvano, der am Istituto di Frutticoltura ed Elettrogenetica di Roma in Rom zahlreiche Rebzüchtungen verwirklichte.
Pardina wird häufig fälschlicherweise mit der spanischen Rebsorte Pardillo gleichgesetzt. Dies rührt daher, dass in einigen Teilen Spaniens die Pardillo-Rebe ebenfalls umgangssprachlich „Pardina“ genannt wird.

## Abstammung
Kreuzung von Black Monukka × Citronelle.

## Ampelographische Sortenmerkmale
- Die Triebspitze ist offen. Sie ist spinnwebig behaart. Die Jungblätter sind nicht behaart und von gelbgrüner Farbe.
- Die großen Blätter sind fünflappig und tief gebuchtet. Die Stielbucht ist U-förmig offen. Das Blatt ist spitz gesägt. Die Zähne sind im Vergleich zu anderen Sorten eng gesetzt.
- Die walzenförmige Traube ist groß, geschultert und lockerbeerig. Die länglichen Beeren sind groß und von orangegelber Farbe. Die Geschmack der Beeren ist neutral. Die Beerenhaut ist dickwandig.

Reife: ca. 25 – 28 Tage nach dem Gutedel und gilt somit als spät reifend. 

## Ertrag, Wein
Die Erträge sind meist hoch, so dass durch eine gezielte Traubenausdünnung durchgeführt werden muss, um gute Weinqualitäten zu erzielen. In Italien wird die Sorte meist auf einer Pergola kultiviert.